# فرودگاه صحرایی آنجلینا
فرودگاه صحرایی آنجلینا (به انگلیسی: Angelina Field) یک فرودگاه همگانی است که یک باند فرود آسفالت دارد و طول باند آن ۹۰۰ متر است. این فرودگاه در کشور جمهوری دومینیکن قرار دارد و در ارتفاع ۶۰ متری از سطح دریا واقع شده است.